# HD 100893
HD 100893, eller 22 Crateris, är en orange jätte i Vattenormens stjärnbild. Trots sin Flamsteed-beteckning tillhör den inte stjärnbilden Bägaren. Den ligger på gränsen mellan stjärnbilderna och fick byta tillhörighet vid översynen av gränser mellan stjärnbilderna år 1930 och benämns efter bytet av stjärnbild med sin HD-beteckning, HD 100893.
HD 100893 har visuell magnitud +5,74 och är synlig för blotta ögat vid god seeing. Den befinner sig på ett avstånd av ungefär 365 ljusår.